# Pablo García López
Pablo García López (Albacete, 31 de maig de 1986) és un futbolista castellanomanxec, que juga de migcampista.

## Trajectòria
Format a l'Almansa i al planter de l'Albacete Balompié, puja al primer equip a la temporada 03/04, tot jugant 14 partits a primera divisió. A l'any següent només en disputaria un, i el seu club baixaria a Segona Divisió.
Amb l'Albacete a la categoria d'argent, el migcampista va jugar 42 partits entre el 2006 i el 2008, tot marcant quatre gols. Al setembre del 2008 l'Albacete no el renova i, sense equip, entrena amb el modest La Roda. Posteriorment, la seua carrera ha prosseguit en equips de Segona B: Cultural Leonesa (08/09) i UD Melilla (09/...).